# Lucio Russo

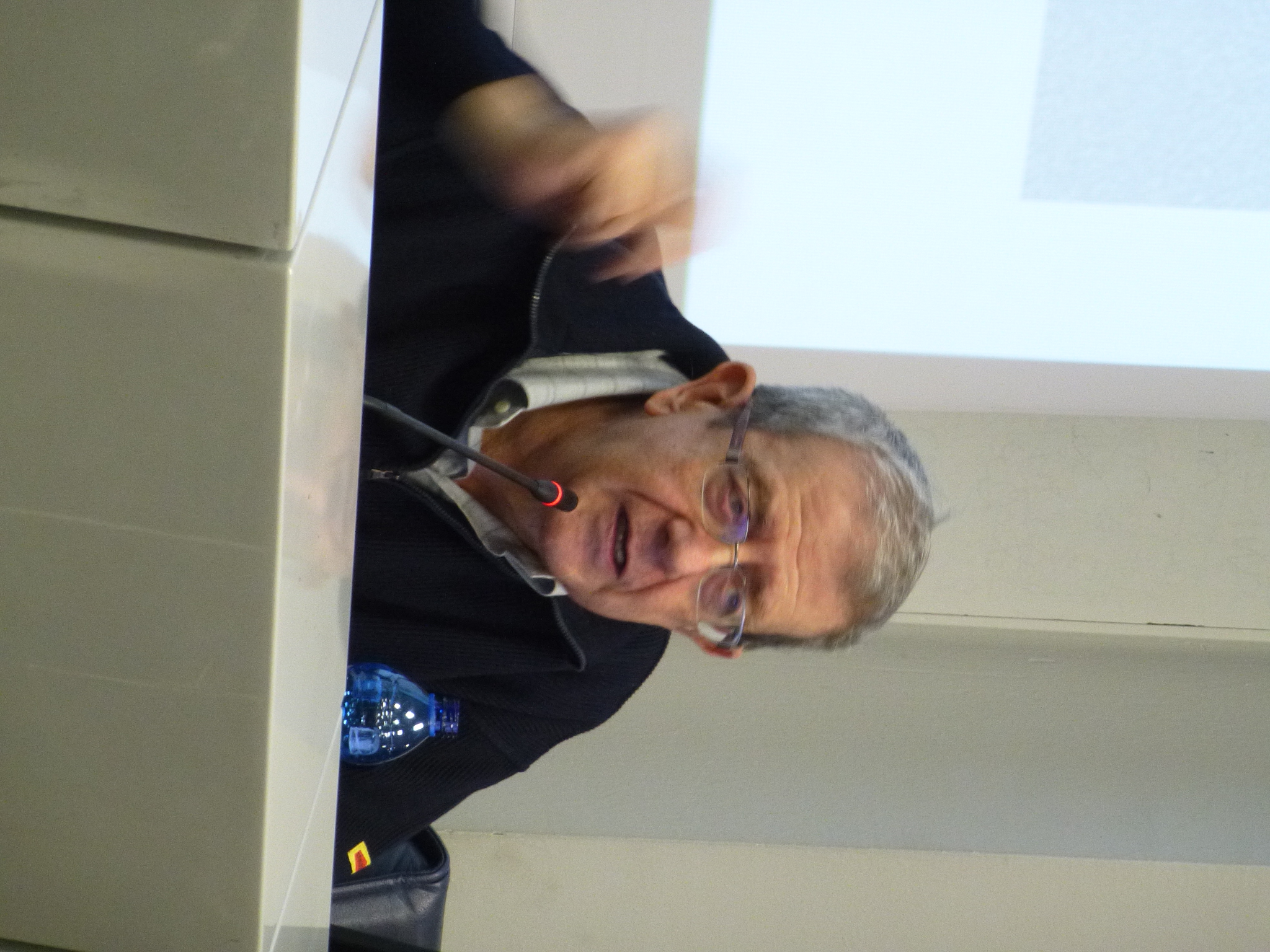
Lucio Russo (2014)

Lucio Russo (* 22. November 1944 in Venedig; † 12. Juli 2025 in Bologna) war ein italienischer Mathematiker, theoretischer Physiker (statistische Mechanik und Wahrscheinlichkeitstheorie) und Wissenschaftshistoriker. Er unterrichtete an der Universität Tor Vergata in Rom.

## Leben
Lucio Russo wurde am 22. November 1944 in Venedig geboren. Er besuchte in Neapel das Liceo Ginnasio Giambattista Vico und machte am 22. Juli 1962 den Matura-Abschluss. Anschließend studierte er an der Universität Neapel Federico II Physik, wo er 1969 für eine Arbeit zu Quantenstreuprozessen unter der Leitung von Roberto Stroffolini die Laurea in Physik cum laude erhielt.
Von Mai 1970 bis Oktober 1973 war er, mit einer Unterbrechung zur Ableistung des Militärdienstes, mit einem Stipendium des italienischen Bildungsministeriums am Institut für Theoretische Physik der Universität Neapel tätig. Dort hatte er anschließend von den Studienjahren 1973/1974 bis 1977/1978 einen Lehrauftrag inne. Von 1977/1978 bis 1979/1980 hielt er eine in einem Auswahlverfahren erlangte Assistenzprofessur für theoretische Mechanik an der Universität Modena und nahm dort verschiedene weitere Lehrverpflichtungen wahr. 1980 stellte er sich erneut erfolgreich einem Auswahlverfahren und erlangte so an derselben Universität einen Posten als außerordentlicher Professor für Wahrscheinlichkeitsrechnung. Im Januar 1984 wurde er Lehrstuhlinhaber.
Nachdem er Rufe auf Lehrstühle für Wahrscheinlichkeitsrechnung in Rom an die Universität La Sapienza und die Universität Tor Vergata bekommen hatte, entschied er sich für letztere und war dort ab dem Studienjahr 1984/1985 Lehrstuhlinhaber. Für die Periode 1999/2000 bis 2001/2002 war er an die Accademia dei Lincei abgeordnet. 2015 ging er in den Ruhestand.
Im Lauf seiner Karriere absolvierte er etliche Gast- und Studienaufenthalte im Ausland, so im ersten Semester 1976/1977 sowie 1982 am Institut des hautes études scientifiques (IHES) in Bures-sur-Yvette in Frankreich, 1980/1981 und erneut 1982/1983 an der Princeton University im US-Bundesstaat New Jersey, 1983/1984 am Laboratoire de Probabilités der Universität Rennes 1 (Frankreich), 1985 am gleichnamigen Institut der Universität Pierre und Marie Curie in Paris.
Lucio Russo starb am 12. Juli 2025 im Alter von 80 Jahren in Bologna.

## Wirken
In den Bereichen statistische Mechanik und Wahrscheinlichkeitstheorie bearbeitete Russo zahlreiche Fragestellungen unterschiedlicher Art. Zu seinen ersten Arbeiten zählte die Ausarbeitung eines Isomorphismus zwischen einem Markow-Prozess und einem Bernoulli-Prozess derselben Entropie. In einer 1979 veröffentlichten Arbeit stellte er eine Methode vor, die kurz darauf anderen Wissenschaftlern gestattete, die Beschreibung von Phasenübergängen mittels zweidimensionaler Ising-Modelle zu vervollständigen. Die meisten seiner Arbeiten betreffen indessen die Perkolationstheorie. Russo selbst sah als sein wichtigstes, wenngleich lange Zeit nicht am stärksten beachtetes Ergebnis in mathematischer Physik ein 1982 veröffentlichtes „genähertes Null-Eins-Gesetz“ für Systeme mit endlich vielen, voneinander unabhängigen Zustandsvariablen. Weitere nennenswerte Arbeiten leistete er zur Formerkennung aus Bildern; so entwickelte er ein System zur automatischen Klassifizierung von Fingerabdrücken.
In der Wissenschaftsgeschichte rekonstruierte er Beiträge des griechischen Astronomen Hipparchos durch Analyse von dessen überlieferten Werken. Er rekonstruierte auch den gemäß Plutarch von Seleukos von Seleukia verteidigten Heliozentrismus des Aristarchos von Samos und beschäftigte sich mit der Geschichte der Gezeiten-Theorien vom Hellenismus bis zur Gegenwart.
Lucio Russo war Autor von Die vergessene Revolution (italienischer Originaltitel: La rivoluzione dimenticata), worin er nachzuweisen versuchte, dass die griechischsprachigen Länder in der Zeit des Hellenismus (4. Jahrhundert bis zum 2. Jahrhundert v. Chr.) eine Explosion des objektiven Wissens über die äußere Welt erlebten. Die damalige Wissenschaft sei mindestens gleich weit entwickelt gewesen wie zu Beginn der sogenannten wissenschaftlichen Revolution des 16. Jahrhunderts. Es habe damals hoch entwickelte Technologien gegeben, auf die man sich erst im 18. Jahrhundert wieder besinnen sollte.
In seinem 2013 erschienenen Buch L’America dimenticata postulierte Russo, dass der amerikanische Doppelkontinent bereits einigen altweltlichen Zivilisationen des Altertums bekannt gewesen sei. Entdeckt haben sollen ihn mutmaßlich die Phönizier oder die Karthager, doch dieses Wissen sei im Verlauf der Expansion Roms während des zweiten vorchristlichen Jahrhunderts wieder verloren gegangen.

## Ehrungen und Auszeichnungen
2010 war er einer der beiden Preisträger des vom International Research Center for Mathematics & Mechanics of Complex Systems (M&MoCS), eines Forschungszentrums an der 
Universität L’Aquila, vergebenen Tullio-Levi-Civita-Preises für Mathematik und Mechanik.

## Veröffentlichungen (Auszug)

### Mathematische Physik
- A note on percolation. In: Zeitschrift für Wahrscheinlichkeitstheorie und verwandte Gebiete. Band 43, 1978, S. 39–48, doi:10.1007/BF00535274 (englisch).
- The infinite cluster method in the two-dimensional Ising model. In: Communications in Mathematical Physics. Band 67, 1979, S. 251–266, doi:10.1007/BF01238848 (englisch).
- On the critical percolation probabilities. In: Zeitschrift für Wahrscheinlichkeitstheorie und verwandte Gebiete. Band 56, 1981, S. 229–237, doi:10.1007/BF00535742 (englisch).
- An approximate zero-one law. In: Zeitschrift für Wahrscheinlichkeitstheorie und verwandte Gebiete. Band 61, 1982, S. 129–139, doi:10.1007/BF00537230 (englisch).

### Wissenschaftsgeschichte
- Die vergessene Revolution oder die Wiedergeburt des antiken Wissens. Springer, Berlin 2005, ISBN 3-540-20938-7, S. 1, doi:10.1007/3-540-27707-2 (Einleitung).
- L’America dimenticata. I rapporti tra le civiltà e un errore di Tolomeo. Mondadori Education, Mailand 2013, ISBN 978-88-6184-320-2 (italienisch).